# هوبير لويس ويل
هوبير لويس ويل (بالإنجليزية: Hubert Louis Will)‏ هو محامي وقاضي أمريكي، ولد في 23 أبريل 1914 في ميلواكي في الولايات المتحدة، وتوفي في 9 ديسمبر 1995.